# 彼得·霍藍斯
彼得·霍藍斯（英語：Peter Hollens，1982年3月4日—）為美國歌手兼作曲者、製作人與企業家。霍藍斯專注於阿卡貝拉，早在1999年就與李奧·達施華（Leo da Silva）於奧勒岡大學創立阿卡貝拉樂團，也是奧勒岡州第一個正式的阿卡貝拉學院樂團。他定期於他的YouTube頻道中釋出新的音樂影片。

## 生涯
霍藍斯出生於奧勒岡州阿什蘭，畢業於奧勒岡大學，獲得音樂學學士學位，主修聲樂。自從他畢業之後，隨即投入阿卡貝拉學院樂團，包含錄音、製作，以及於美國阿卡貝拉競賽中擔任評審。2010年，他參與國家廣播公司的《清唱團》節目，領導他的樂團，以他的獨唱表演，獲得該節目評審蕭恩·史塔曼、妮可·舒辛格與班·弗茲的青睞。最終該樂團在參與該節目的10個樂團中，以第6名淘汰出局。
霍藍斯於奧勒岡州尤金的個人工作室進行錄音與製作，也接受索尼與史詩唱片的錄音工作。霍藍斯的錄音作品包含了《清唱團》節目中演唱的著名歌曲，以及其他阿卡貝拉學院樂團的專輯，如、以及The Whiffenpoofs。他也錄製了《清唱團》第2季冠軍Committed、與葛萊美獎得獎團體The Swingle Singers的作品。
2011年，他開始創建自己的YouTube頻道，大多放上他的多聲道阿卡貝拉音樂影片。

## 個人生活
霍藍斯的妻子為阿卡貝拉團體Divisi創始人艾文·霍藍斯。她也擁有自己的頻道，偶而也會與丈夫合作演出。他的兒子阿什蘭·詹姆斯·霍藍斯（Ashland James Hollens）於2014年3月30日出生。